# Butirki (Bélgorod)
|  | Per a altres significats, vegeu «Butirki». |

Butirki - Бутырки (rus) - és un poble de l'óblast de Bélgorod, a Rússia. El 2010 tenia 229 habitants. Pertany al districte (raion) de Valuiki.